# 日本海沟

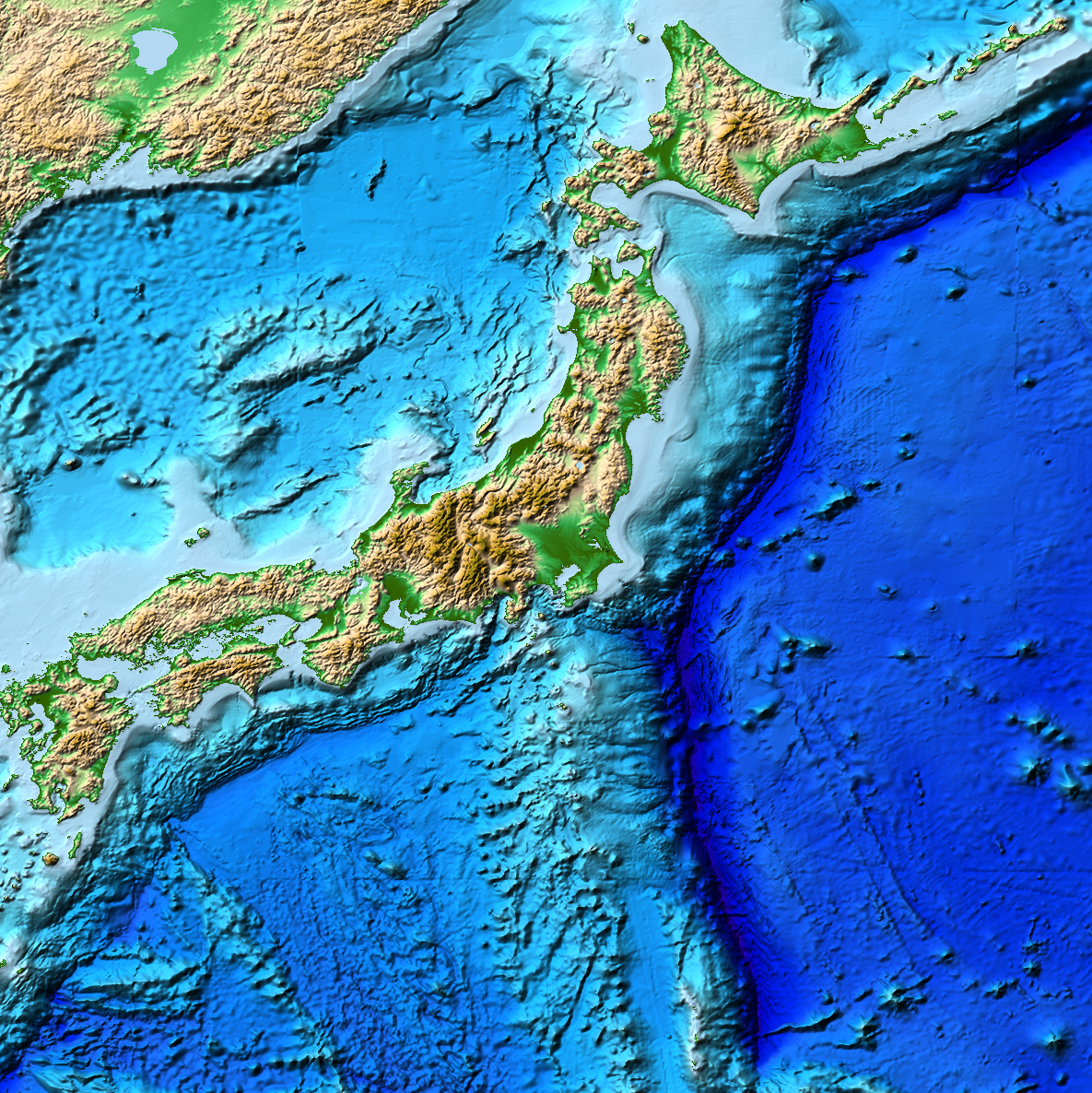
日本東方有一條黑色陰影即日本海溝。

日本海沟（日语：日本海溝）是位于日本之东北的北太平洋的一个海沟，是环太平洋火山带的一部分。它从千岛群岛伸延至小笠原群岛，最深处达9,087公尺。日本海沟北到北海道的襟裳岬海域大幅东拐到千岛海沟，南到房总半岛略向东弯曲，一直持续到伊豆-小笠原海沟。